# Agathia rubrilineata
Agathia rubrilineata är en fjärilsart som beskrevs av W. Warren 1896. Agathia rubrilineata ingår i släktet Agathia och familjen mätare. Inga underarter finns listade i Catalogue of Life.

## Bildgalleri

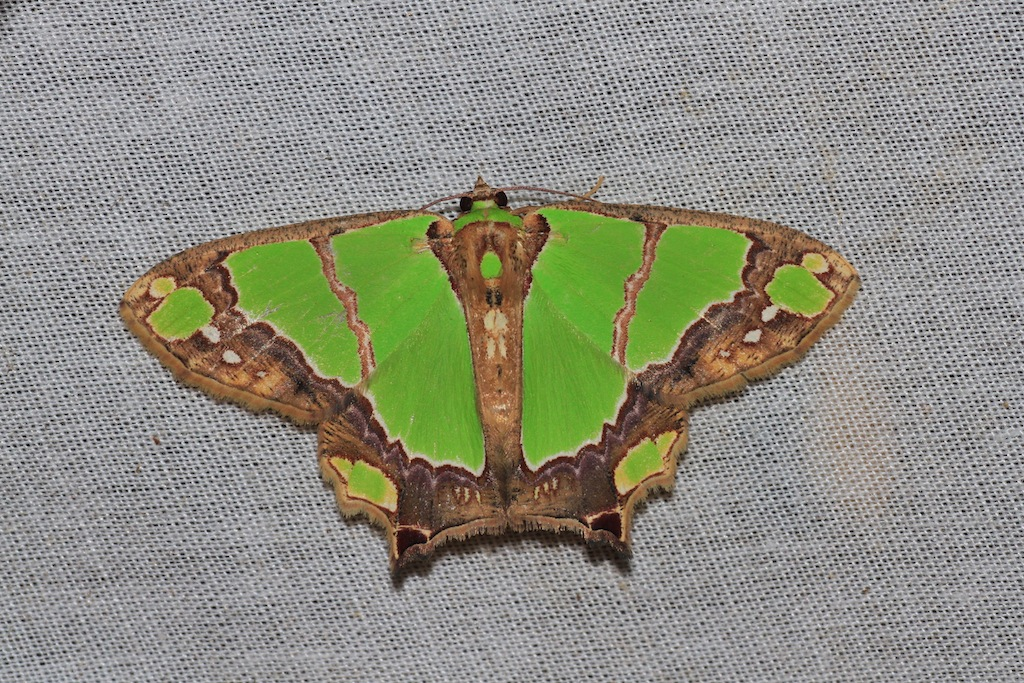